# Paso Limón, Tlaltetela
Paso Limón är en ort i Mexiko.   Den ligger i kommunen Tlaltetela och delstaten Veracruz, i den sydöstra delen av landet, 260 km öster om huvudstaden Mexico City. Paso Limón ligger 241 meter över havet och antalet invånare är 354.
Terrängen runt Paso Limón är huvudsakligen kuperad, men åt nordost är den platt. Paso Limón ligger nere i en dal. Runt Paso Limón är det ganska glesbefolkat, med 45 invånare per kvadratkilometer. Närmaste större samhälle är Rinconada, 11,5 km öster om Paso Limón. I omgivningarna runt Paso Limón växer huvudsakligen savannskog.